# Le Château de Bentheim
Le Château de Bentheim est un tableau peint en 1653 par Jacob van Ruisdael. Il mesure 110 × 114 cm. Il est conservé à la Galerie nationale d'Irlande à Dublin.
Cette scène fait partie d'une série d'une douzaine de vues du même château dans d'autres tableaux de Ruisdael. Elle est généralement considérée comme la plus célèbre de toutes. 

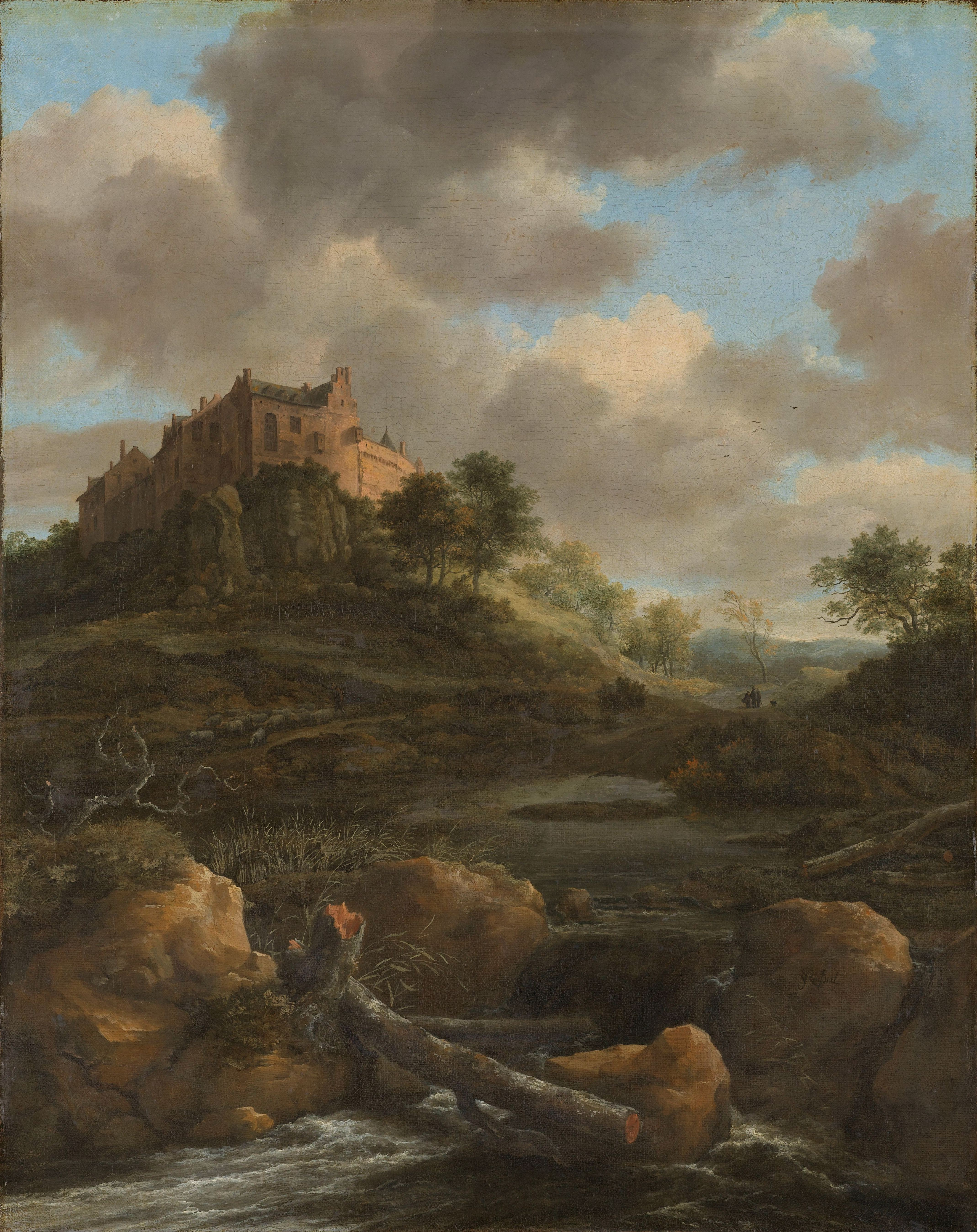
Rijksmuseum.
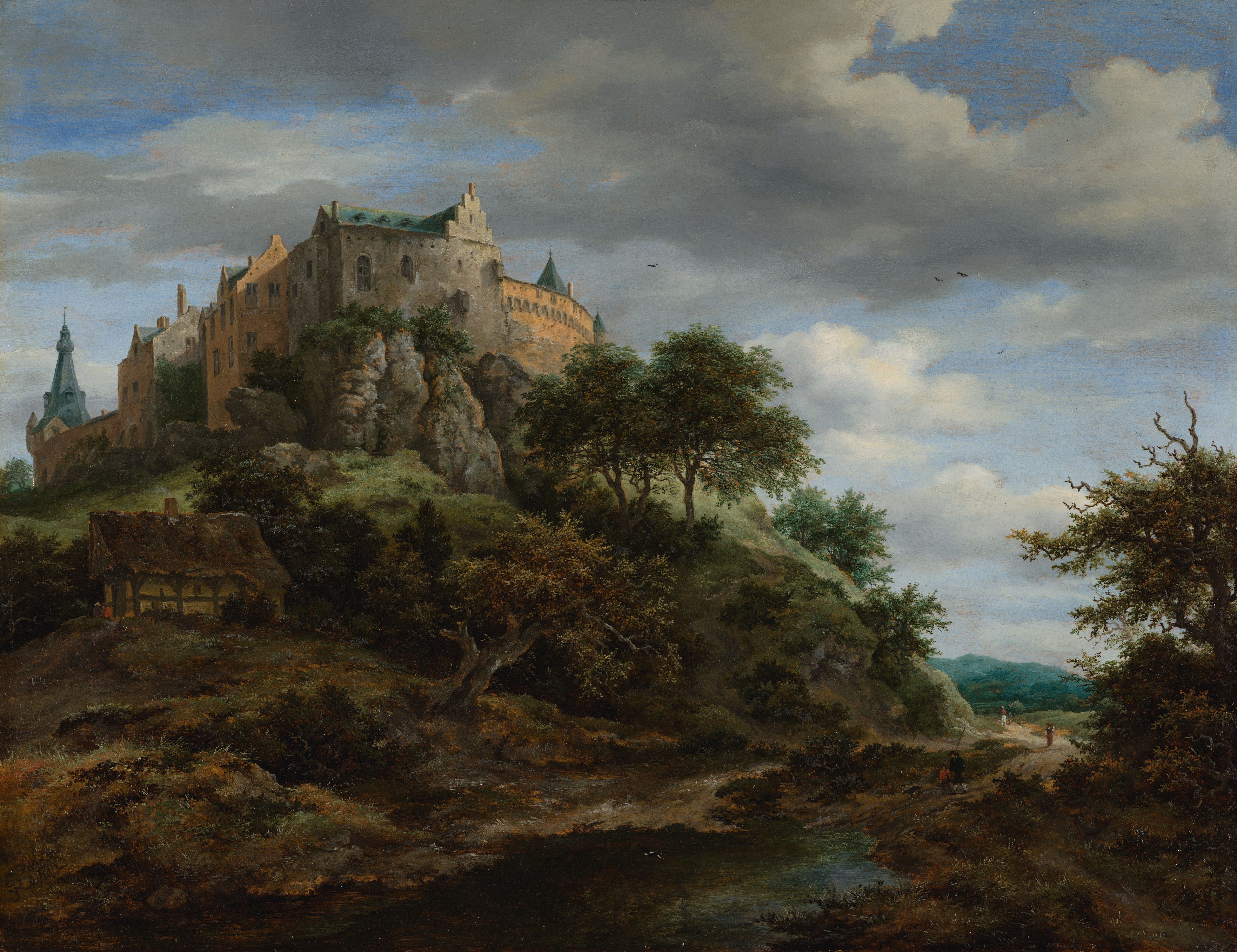
Mauritshuis.
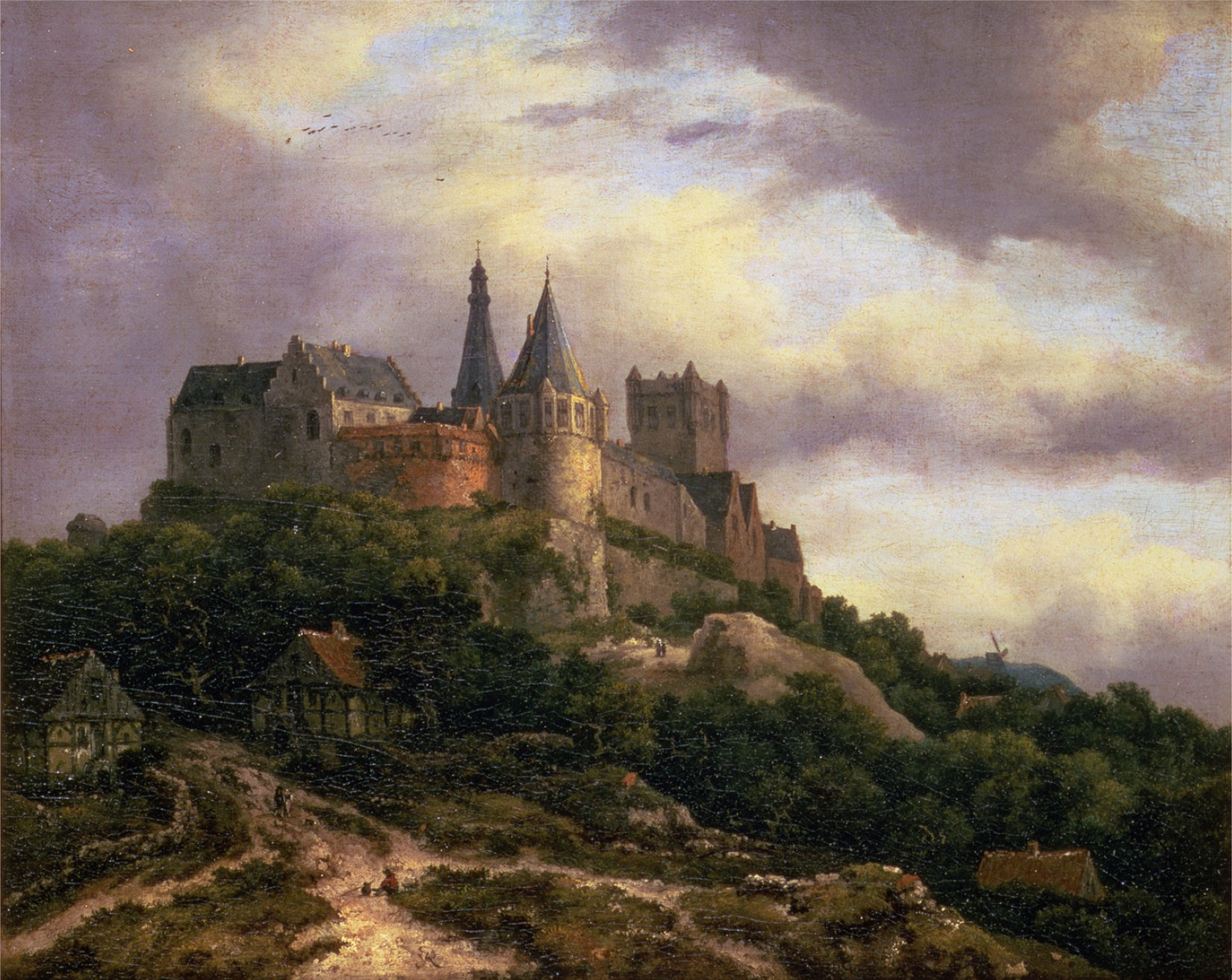
Guildhall Art Gallery.